# André Van De Werve De Vorsselaer
André Léon Ghislain Marie Joseph Van De Werve De Vorsselaer (Antwerpen, 1908. április 10. – Antwerpen, 1984. október 6.) olimpiai és világbajnoki bronzérmes belga tőrvívó.